# Лауреаты Премии Правительства Российской Федерации в области образования (1997)
 Лауреаты Премии Правительства Российской Федерации в области образования 1997 года — перечень награждённых правительственной наградой Российской Федерации, присужденной за достижения в образовательной деятельности.  
Лауреаты определены Постановлением Правительства РФ от 11 сентября 1998 года № 1098 на основании предложения Совета по присуждению премий Президента Российской Федерации и премий Правительства Российской
Федерации в области образования.

## Лауреаты и другая информация
1. Ярыгину Владимиру Никитичу, доктору медицинских наук,
действительному члену Российской академии медицинских наук,
ректору Российского государственного медицинского университета,
Васильевой Веронике Игоревне, Волкову Игорю Николаевичу, Мустафину
Александру Газисовичу, Синельщиковой Валерии Васильевне,
кандидатам медицинских наук, доцентам, работникам того же
университета; Чебышеву Николаю Васильевичу, доктору медицинских
наук, члену-корреспонденту Российской академии образования,
заведующему кафедрой Московской медицинской академии имени
И. М. Сеченова, Демченко Антонине Николаевне, Гриневой Галине
Георгиевне, Гузиковой Галине Савельевне, кандидатам биологических
наук, доцентам, работникам той же академии, — за создание
«Учебно-методического комплекта учебников и учебных пособий по
медицинской биологии» для медицинских высших учебных заведений.
2. Поршневу Анатолию Георгиевичу, доктору экономических наук,
ректору Государственного университета управления, Гунину Виктору
Николаевичу, кандидату экономических наук, директору института
управления в машиностроительной промышленности, Кибанову Ардальону
Яковлевичу, доктору экономических наук, Турусину Юрию Дмитриевичу,
кандидату экономических наук, заведующим кафедрами, Румянцевой
Зинаиде Петровне, Азоеву Геннадию Лазаревичу, докторам
экономических наук, заместителям заведующих кафедрами, Саломатину
Николаю Александровичу, Баранчееву Владиславу Петровичу, Ковалевой
Алле Михайловне, Устинову Виктору Александровичу, докторам
экономических наук, профессорам, работникам того же
университета, — за создание учебника «Управление организацией» для
высших учебных заведений.
3. Волковой Ларисе Степановне, Лалаевой Раисе Ивановне,
докторам педагогических наук, профессорам, работникам Российского
государственного педагогического университета имени А. И. Герцена;
Селиверстову Владимиру Ильичу, кандидату педагогических наук,
заведующему кафедрой Московского педагогического государственного
университета, Шаховской Светлане Николаевне, кандидату
педагогических наук, профессору того же университета, — за
создание комплекта учебников и учебных пособий по курсу
«Логопедия» для высших учебных заведений.
4. Гросс Анне Петровне, директору Цветнопольской средней
национальной школы Азовского немецкого национального района Омской
области, Граф Елизавете Егоровне, заместителю директора, Шульц
Ольге Францевне, учителю, — работникам той же школы; Обгольц Эльзе
Петровне, заместителю директора Александровской средней
национальной школы Азовского немецкого национального района Омской
области, Кноль Элле Андреевне, учителю той же школы; Гурьевской
(Забелиной) Ольге Анатольевне, оператору ЭВМ товарищества с
ограниченной ответственностью «ТРАСТ, ЛТД» г. Омска, — за создание
«Комплекта учебно-методических пособий по немецкому (родному)
языку» для национальных школ.
5. Шихсаидову Амри Рзаевичу, доктору исторических наук,
заведующему отделом Института истории, археологии и этнографии
Дагестанского научного центра Российской академии наук, — за цикл
монографических исследований, учебных пособий и научно-практических
разработок «История и культура средневекового Дагестана
V—XVIII вв.» для высших учебных заведений.
6. Ярковцу Андрею Ивановичу, кандидату технических наук,
профессору Московского государственного авиационного института
(технического университета), Гуськову Юрию Павловичу, доктору
технических наук, профессору, Белоусову Евгению Александровичу,
Пугачеву Юрию Николаевичу, Выскребенцеву Леониду Ивановичу,
Захарченко Валерию Федоровичу, Паленову Юрию Алексеевичу, Дианову
Гелию Павловичу, кандидатам технических наук, доцентам,
Кожевникову Евгению Владимировичу, руководителю авиационного
центра, работникам того же института, — за внедрение
научно-практической разработки «Летно-эксплуатационная практика
студентов проектных специальностей Московского государственного
авиационного института (технического университета)» для
технических высших учебных заведений.
7. Кукушкиной Ольге Ильиничне, кандидату педагогических наук,
ведущему научному сотруднику Института коррекционной педагогики
Российской академии образования, Гончаровой Елене Львовне,
кандидату психологических наук, заместителю директора, Королевской
Татьяне Касьяновне, заведующей лабораторией, работникам того же
института, — за создание специализированной компьютерной обучающей
программы «Мир за твоим окном» для детей с нарушениями слуха,
речи, задержкой психического развития.